# Goodenough (eiland)

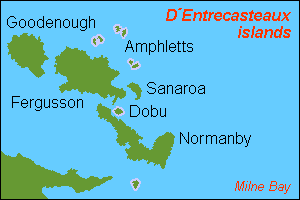
D'Entrecasteaux-eilanden

Goodenough is een vulkanisch eiland in de D'Entrecasteaux-eilanden van Papoea-Nieuw-Guinea. Het is het noordwestelijkste van de drie (de andere zijn Fergusson en Normanby).

## Beschrijving
Dit eiland werd in 1873 door kapitein John Moresby bezocht, die het vernoemde naar Commodore James Graham Goodenough.
Het eiland is bijna rond want het is 39 kilometer lang en 26 kilometer breed. De oppervlakte is 687 km², de lengte van de kustlijn 116 km. Uit een kuststrook, die in breedte varieert tussen de twee en tien kilometer, stijgt steil een kegelvormige vulkaan omhoog tot 2536 m boven de zeespiegel, Mount Vineuo.
Het eiland is bekend om de rotstekeningen van de "Goodenough island Cargo Cult". Tijdens de Pacifische Oorlog werd Goodenough in oktober 1942 een belangrijke strategische basis.

## Fauna
De volgende zoogdieren komen er voor:
- Wild zwijn (Sus scrofa) (geïntroduceerd)
- Pacifische rat (Rattus exulans) (geïntroduceerd)
- Echymipera rufescens (onzeker; lokale populaties zijn mogelijk Echymipera davidi)
- Dorcopsis atrata (Goodenoughwallaby)
- Notamacropus agilis
- Phalanger intercastellanus
- Petaurus breviceps
- Chiruromys forbesi
- Hydromys chrysogaster
- Paramelomys platyops
- Rattus mordax
- Pogonomys fergussoniensis
- Dobsonia pannietensis
- Nyctimene major
- Pteropus conspicillatus
- Pteropus hypomelanus
- Syconycteris australis
- Hipposideros cervinus
- Rhinolophus megaphyllus
- Pipistrellus angulatus